# خنگ یارعلی‌وند
خنگ یارعلی‌وند، روستایی از توابع بخش مرکزی شهرستان ایذه در استان خوزستان ایران است.

## جمعیت
این روستا در دهستان حومه‌غربی قرار دارد و براساس سرشماری مرکز آمار ایران در سال ۱۳۹۵، جمعیت آن۱۷۳ نفر (۳۲خانوار) بوده‌است.